# Helge Lunde
Helge Lunde, född 2 januari 1900 i Etnedal, död 1987 i Oslo, var en norsk regissör, manusförfattare, filmproducent och produktionsledare. 

## Filmografi

### Regi
- 1934 – Sangen om Rondane
- 1936 – Norge for folket
- 1939 – Familien på Borgan
- 1940 – Vildmarkens sång
- 1943 – Vigdis
- 1958 – Bustenskjold

### Manus
- 1934 – Sangen om Rondane
- 1936 – Norge for folket
- 1939 – Familien på Borgan
- 1940 – Vildmarkens sång
- 1943 – Vigdis
- 1958 – Bustenskjold

### Producent
- 1940 – Vildmarkens sång